# トーマス・ブロディ＝サングスター
トーマス・ブロディ＝サングスター（Thomas Brodie-Sangster, 1990年5月16日 - ）は、イギリスの俳優。

## プロフィール
俳優の両親の元に生まれる。『ラブ・アクチュアリー』で共演したヒュー・グラントと血縁者である（ヒュー・グラントの祖母とサングスターの曾祖母バーバラ・バートラムが姉妹）。祖父のアルバート・バートラムは作家。
2001年に子役としてキャリアをスタート。BBCのテレビシリーズなどに出演したのち、映画『ラブ・アクチュアリー』にてリーアム・ニーソンの息子役を演じた。また、『トリスタンとイゾルデ』ではジェームズ・フランコ扮するトリスタンの少年時代を演じた。2013年と2014年にはドラマシリーズ『ゲーム・オブ・スローンズ』でジョジェン・リード役を演じた。メイズランナーではニュート役を演じた。また、ディズニーアニメの「フィニアスとファーブ」のファーブ・フレッチャーの声優としても活躍している。
2023年7月にはタルラ・ライリーとの婚約が発表された。

## 主な出演作品
| 公開年    | 邦題 原題                                                    | 役名                         | 備考                    |
| --------- | ------------------------------------------------------------ | ---------------------------- | ----------------------- |
| 2003      | ラブ・アクチュアリー Love Actually                           | サム                         |                         |
| 2005      | ナニー・マクフィーの魔法のステッキ Nanny Mcphee              | サイモン・ブラウン           |                         |
| 2006      | トリスタンとイゾルデ Tristan & Isolde                        | トリスタン（少年時代）       |                         |
| 2006      | ブライト・スター いちばん美しい恋の詩 Bright Star            | サミュエル                   |                         |
| 2006      | ノーウェアボーイ ひとりぼっちのあいつ Nowhere Boy            | ポール・マッカートニー       |                         |
| 2007-2015 | フィニアスとファーブ Phineas and Ferb                        | ファーブ                     | アニメ、声の出演        |
| 2012      | ギャングバスターズ The Baytown Outlaws                       | ロブ                         |                         |
| 2013-2014 | ゲーム・オブ・スローンズ                                     | ジョジェン・リード           | HBOドラマシリーズ       |
| 2014      | メイズ・ランナー The Maze Runner                             | ニュート                     |                         |
| 2015      | メイズ・ランナー2: 砂漠の迷宮 Maze Runner：The Scorch Trials | ニュート                     |                         |
| 2015      | スター・ウォーズ/フォースの覚醒                              | ファーストオーダーオフィサー |                         |
| 2015      | ウルフ・ホール Wolf Hall                                     | Rafe Sadler                  | BBC ミニシリーズ        |
| 2015-2020 | サンダーバード ARE GO Thunderbirds Are Go                    | ジョン・トレーシー           | TV、声の出演            |
| 2017      | レッド・ノーズ・デイ・アクチュアリー Red Nose Day Actually   | サム                         | テレビ映画              |
| 2017      | ゴッドレス -神の消えた町- Godless                            | ホワイティー・ウィン         | リミテッド・シリーズ    |
| 2018      | メイズ・ランナー: 最期の迷宮 Maze Runner: The Death Cure     | ニュート                     |                         |
| 2020      | クイーンズ・ギャンビット The Queen's Gambit                  | ベニー・ワッツ               | Netflixオリジナルドラマ |
| 2023      | アートフル・ドジャー The Artful Dodger                       | ジャック・ドーキンス         |                         |